# تشارلز ويبستر هاثورن
تشارلز ويبستر هاثورن (بالإنجليزية: Charles Webster Hawthorne)‏ هو رسام أمريكي، ولد في 8 يناير 1872 في لودي في الولايات المتحدة، وتوفي في 29 نوفمبر 1930 في بالتيمور في الولايات المتحدة.